# ناصرآباد (شهداد)
ناصرآباد روستایی در دهستان سیرچ بخش شهداد شهرستان کرمان استان کرمان ایران است.

## جمعیت
بر پایه سرشماری عمومی نفوس و مسکن در سال ۱۳۹۵ جمعیت این روستا ۷۳ نفر (۲۵خانوار) بوده‌است.